# بيتسي براندت
بيتسي براندت (بالإنجليزية: Betsy Brandt)‏ هي ممثلة أمريكية بدأت مسيرتها الفنية عام 1998، وعرفت بدورها كـ ماري شريدر في مسلسل اختلال ضال الذي عرض على قناة AMC.

## روابط خارجية
- بيتسي براندت على موقع IMDb (الإنجليزية)
- بيتسي براندت على موقع ألو سيني (الفرنسية)
- بيتسي براندت على موقع أول موفي (الإنجليزية)
- بيتسي براندت على موقع قاعدة بيانات الفيلم (الإنجليزية)
- بيتسي براندت على موقع كينوبويسك (الروسية)